# Бонфильо, Эмилио
Эмилио Бонфильо (итал. Emilio Bonfiglio; род. 24 октября 1980 года в Палермо, Италия) — итальянский филолог, историк культуры, арменовед, специалист по классическим исследованиям.

## Профессиональная карьера
С момента получения докторской степени, на факультете азиатских и ближневосточных исследований Оксфордского университета, Бонфильо сосредоточил большую часть своих исследований на нескольких специализированных областях, в том числе: патристике, арменоведении, кавказологии, кодикологии и палеографии. Бонфильо следовал всесторонней образовательной траектории, получая степени и награды различных учреждений, таких как Оксфордский университет, Принстонский университет и Университет Палермо. Его исследования, особенно в области бесед Иоанна Златоуста, внесли заметный вклад в научное сообщество. Его последние публикации посвящены истории армян на Святой Земле и рецепции Иоанна Златоуста на армянском и арабском языках.

## Труды
- 2023: Armenia and Byzantium without Borders. Mobility, Interactions, Responses, Armenian Texts and Studies 7 (c Claudia Rapp), Лейден
- 2022: Theo Maarten van Lint: A Tetragonal Scholar, в Federico Alpi, Robin Meyer, Irene Tinti, and David Zakarian (eds), c Emilio Bonfiglio, Armenia through the Lens of Time: Multidisciplinary Studies in Honour of Theo Maarten van Lint, Armenian Texts and Studies 6, XX-XLVI, Лейден
- 2021: Tarihsel Ermenistan ve Ermeniler / Historical Armenia and the Armenians, в Engin Akyürek and Koray Durak (ред.), Bizans Dönemi’nde Anadolu / Anatolia in the Byzantine Period, Anadolu Uygarlıkları Serisi’nin / Anatolian Civilizations 10, Стамбул
- 2020: From Ararat to Mount Zion: Armenian Pilgrimage and Presence in the Holy Land, Fourth to Seventh century, (c Johannes Preiser-Kapeller) в Falko Daim, Johannes Pahlitzsch, Joseph Patrich, Claudia Rapp, and Jon Seligman (ред.), Pilgrimage to Jerusalem. Journeys, Destinations, Experiences across Times and Cultures, Byzanzzwischen Orient und Okzident 19, Майнц
- 2019: New Finds from Vienna: An Unknown Armenian Translation of John Chrysostom’s De Macabeis (hom. 1) [CPG 4354.1] Preserved in the Library of the Mekhitarist Fathers, in Anahit Avagyan, Uta Koschmieder, Balint Kovacs, and Meliné Pehlivanian (eds), Festschrift Armenuhi Drost-Abgaryan, Internationale Werkstücke, Deutsch-Armenische Studien, Галле